# Cementerio del Norte (Tucumán)
El Cementerio del Norte es un cementerio público municipal ubicado en la ciudad de San Miguel de Tucumán, Provincia de Tucumán, Argentina. Se encuentra entre la Avenida Juan Bautista Justo y la calle México en el barrio Villa 9 de Julio.

## Historia
Originalmente las personas eran enterradas en las afueras de la ciudad sin regulación. Luego en el siglo XVIII, se creó un cementerio aledaño a la Iglesia de San Francisco Solano y posteriormente en un sitio cercano a la actual Catedral de Nuestra Señora de la Encarnación.
Posteriormente la necrópolis es trasladada al lugar donde hoy en día se ubica el edificio del Buen Pastor para que después se traslade al solar de la actual Quinta Agronómica, sede de distintas facultades de la Universidad Nacional de Tucumán. En 1859 empieza a construirse un nuevo cementerio que se termina inaugurando en 1872, tomando como nombre Cementerio del Oeste de Tucumán.
Para no colapsar el Cementerio del Oeste, el poder ejecutivo de Tucumán autoriza a construir un nuevo cementerio en la capital de Tucumán, determinándose como sitio idóneo para la obra la zona de Alto la Pólvora. Por ello, la parcela donde se construiría la necrópolis fue adquirida en 1888, comenzando las obras en 1889 y siendo finalizada en 1894 e inaugurada el 10 de enero de ese mismo año. La necrópolis tuvo un costo final de ARS 110 000.
El cementerio se ubica en una superficie de 123 984 metros cuadrados (1 334 553,2 ft²) estando segmentado en diferentes secciones divididas por calles a su interior. Al frente de las oficinas de administración del lugar se encuentra una plazoleta en forma de semicírculo con 60 metros (196,9 pies) de largo y 6,6 metros (21,7 pies) de ancho, la cual se presenta unida a una capilla circular de diámetro de 8 metros (26,2 pies) y techo en bóveda.

## Santos Populares
En el Cementerio del Norte se encuentran distintos Santos Populares:
- Alberto Félix Soria: Fue un cadete de la Gendarmería de Seguridad de Tucumán que falleció estando en servicio el 19 de julio de 1927, tras recibir un disparo en la espalda a manos de un pistolero.[6][2] Su tumba es obra del escultor Agustín Aragonés y al frente de esta se encuentra una estatua del cadete con uniforme y un sable en su mano y otra estatua de una mujer rendida de dolor en el suelo. Los oficiales de policía se congregan en este sitio para pedir protección, realizándose un acto para recordarlo cada 19 de julio.[7][8][9]

- La Brasilera: Fue una prostituta y curandera que murió calcinada por una vela. A su tumba es visitada por prostitutas y travestis que buscan su protección.[10][11][8][9]

- Andrés Bazán Frías: Fue un ladrón abatido que murió en 1923 tras querer saltar los muros del cementerio del Oeste mientras huía de la policía. En su tumba se encuentran flores, placas de agradecimientos, rosarios y monedas ya que las personas van a pedirle favores.[12][13][2][9]

- Los Hermanitos Lucas: Son dos hermanos mellizos que fueron encontrados sin vida en el Parque Avellaneda de la capital el 18 de octubre de 1943, Día de San Lucas. Por esta razón se los denominó en honor al santo. A su tumba se reúnen grandes cantidades de personas para pedirles favores y milagros.[14][9][8]

- Pedrito Hallao: Fue un niño recién nacido hallado dentro del cementerio el 29 de junio de 1948 mientras agonizaba del frío y lo carcomían las hormigas. Fue bautizado con el nombre de San Pedro y luego llevado al hospital donde horas después falleció. A su tumba concurren estudiantes que piden suerte en sus exámenes dejándoles sus cuadernos y madres de infantes que dejan chupetes y juguetes de sus hijos como agradecimiento por un pedido o un favor.[14][15][2][8][9]